# سیارک ۲۲۵۷۳
سیارک ۲۲۵۷۳ (به انگلیسی: 22573 Johnzhou، نامگذاری:1998HY43) بیست و دو هزار و پانصد و هفتاد و سومین سیارک کشف شده‌است که در ۲۰ آوریل ۱۹۹۸ کشف شد.
قدر مطلق سیارک برابر ۱۶٫۰ است.